# Минниханов, Рифкат Нургалиевич
Рифкат Нургалиевич Минниханов (тат. Рифкать Нургали улы Миңнеханов; род. 1 июня 1955, Новый Арыш, Рыбно-Слободский район, Татарская АССР, РСФСР, СССР) — российский государственный деятель, сотрудник органов внутренних дел, учёный в области систем управления, информационных систем и защиты информации. Доктор технических наук (2000), профессор (2004). Член-корреспондент (2016), действительный член Академии наук Республики Татарстан (2023).
Начальник Управления ГИБДД МВД по РТ — Главный государственный инспектор безопасности дорожного движения по Республике Татарстан (1997—2016). Директор Государственного бюджетного учреждения «Безопасность дорожного движения» (2016—2023). Председатель Совета Ассоциации содействия цифровому развитию Республики Татарстан (2020—2023). Президент Академии наук Республики Татарстан с 11 июля 2023 года.

## Биография
Рифкат Нургалиевич Минниханов родился 1 июня 1955 года в деревне Новый Арыш Рыбно-Слободского района Татарской АССР. Родители — Васига Мубаразяковна (род. 1931) и Нургали Минниханович Нургалиевы (1930—2001). Два брата: Раис (род. 1961), Рустам (род. 1957). Отец дружил с М. Ш. Шаймиевым, президентом Республики Татарстан, с чем в прессе связывали дальнейшее быстрое карьерное продвижение братьев Миннихановых.
В 1977 году окончил Казанское высшее военное инженерное училище со специальностью военного инженера-электрика. Затем служил в военных частях Группы советских войск в Германии, в частности, старшим оператором отдельного ракетного дивизиона гвардейской бригады (1977—1978), затем начальником стартового отделения стартовой батареи отдельного ракетного дивизиона гвардейской бригады (1978—1982).
В 1982 году начал работать в Казанском высшем военном командно-инженерном училище имени маршала М. Н. Чистякова, был старшим помощником начальника специального отделения (1982—1984), затем старшим помощником начальника учебного отдела (1984—1986). С 1986 года там же обучался в очной адъюнктуре, которую окончил в 1989 году, получив учёную степень кандидата технических наук. С 1989 года занимал должность преподавателя кафедры электроснабжения КВВКИУ, где работал до 1992 года.
В 1992 году поступил на работу в Управление Государственной автомобильной испекции Министерства внутренних дел Республики Татарстан, где занимал должности заместителя начальника отдела (1992—1993), а затем заместителя начальника Управления (1993—1997). С 1995 года имеет звание полковника милиции (с 2011 — полиции). В 1996 году находился в командировке в Чечне, где получил ранение
. Сменив А. Г. Усманова, в 1997—1999 годах находился на посту начальника Управления ГАИ МВД РТ, в 1999—2011 годах — начальника Управления ГИБДД МВД РТ, а с 2011 года — начальника Управления ГИБДД МВД по РТ и Главного государственного инспектора безопасности дорожного движения по Республике Татарстан.
За годы работы Минниханова в органах МВД были построены здания ГИБДД в центрах Балтасинского, Буинского, Нурлатского, Черемшанского, Алексеевского, Актанышского районов, в Зеленодольске и Тетюшах, экзаменационный корпус ГБДД, центр автоматизированной фиксации административных правонарушений, 16-этажный жилой дом на 160 квартир, детский автогородок и картинговый центр «Форсаж» в Казани, ряд других объектов. Помимо этого, участвовал в разработке и реализации республиканской целевой программы «Повышение безопасности дорожного движения в Республике Татарстан» и «Концепции обеспечения безопасности жизнедеятельности на дорогах в Республике Татарстан до 2020 года».
В работе Минниханов отличался громкими кампаниями по введению систем видеофиксации на дорогах, борьбе со взяточничеством, собираемости штрафов, также ему принадлежат заслуги во внедрении преподавания основ безопасности дорожного движения в детских образовательных учреждениях. Под руководством и по инициативе Минниханова был проведён ряд международных научно-практических конференций по современным проблемам обеспечения безопасности жизнедеятельности на дорогах. 
Думаю, каждое министерство и ведомство республики должно сделать все, чтобы стать лучшим в России. Не могу пока сказать, что мы единоличные лидеры, но в числе передовых – безусловно, так что вклад в общую копилку положительного мнения о республике мы тоже делаем. Татарстан одним из первых среди регионов России начал внедрение фото- и видеофиксации, а когда страна начала внедрять систему электронных услуг и документооборота, у нас она уже полноценно и успешно работала.Рифкат Минниханов, к 80-летию ГАИ-ГИБДД, 2016 год.
В 2016 году ушёл в отставку по достижении предельного 60-летнего возраста для нахождения полковников на службе, прослужив 24 года в ГИБДД и проработав 19 лет начальником Управления. Временно исполняющим обязанности был назначен начальником УГИБДД стал Л. Р. Габдурахманов, в дальнейшем получивший постоянное назначение. Тогда же Минниханов был назначен на пост директора Государственного бюджетного учреждения «Безопасность дорожного движения», сменив А. А. Адыева. На данном посту занимается курированием оказывания помощи ГИБДД в обеспечении безопасности дорожного движения. В 2020 году возглавил Ассоциацию содействия цифровому развитию Республики Татарстан, занимающуюся цифровизацией и автоматизацией оказания государственных услуг населению в электронной форме. Является членом президиума региональной общественной организации «Федерация автомобильного и мотоциклетного спорта Республики Татарстан», занимается развитием картинга в республике.
Одновременно с руководящей работой, в 2000–2004 годах преподавал на кафедре систем информационной безопасности в Казанском техническом университете имени А. Н. Туполева. В 2000 году получил учёную степень доктора технических наук, а в 2004 году — учёное звание профессора. В 2016 году избран членом-корреспондентом Академии наук Республики Татарстан по направлению «Элементы и устройства вычислительной техники и систем управления». С 2019 года является заведующим кафедрой «Интеллектуальные транспортные системы» в КНИТУ-КАИ. В 2023 году избран действительным членом (академиком) АН РТ. В том же году на безальтернативных выборах избран президентом АН РТ, получив 109 из 110 голосов академиков и сменив М. Х. Салахова.
Является автором более сотни научных трудов и монографий по созданию и эксплуатации специализированных информационных систем, в области обеспечения безопасности детей на дорогах, ряда методических разработок по обучению правилам дорожного движения, учебных и методических пособий по методике создания сложных информационных систем и методам защиты информации в них. Специализируясь на разработке специализированных региональных информационных систем и интеллектуальных транспортных систем, исследовал проблему использования технологий открытых систем при создании и эксплуатации распределенных информационных систем специального назначения, руководил работами по созданию автоматизированной системы контроля нарушений правил дорожного движения на базе широкополосных беспроводных сетей передачи информации и RFID-технологии. Имеет шесть авторских свидетельств на изобретения в области информационных технологий по службе ГИБДД. Является председателем Государственной аттестационной комиссии по профилю «Организация дорожного движения» в Казанском государственном архитектурно-строительном университете, подготовил четырёх кандидатов наук и одного доктора наук.

## Награды
Российские
- Орден Александра Невского (2024 год) — за достигнутые трудовые успехи и многолетнюю трудовую работу[35].
- Орден Мужества (1996 год)[10].
- Орден Дружбы (2011 год)[10].
- Медаль ордена «За заслуги перед Отечеством» I степени (2017 год)[36], II степени (2006 год)[10].
- Медали «За заслуги в проведении Всероссийской переписи населения», «За доблесть в службе», «За безупречную службу» I, II и III степеней, «За укрепление боевого содружества», «За ратную доблесть», «За мужество и гуманизм»[12].
- Премия Правительства Российской Федерации в области образования (2024 год) — за комплект учебно–методических пособий «Обучение детей дошкольного возраста правилам безопасного поведения на дороге»[37].
- Знак «Почётный сотрудник МВД России»[2][38].
- Благодарность Правительства Российской Федерации (2025 год) — за достигнутые трудовые успехи и многолетнюю добросовестную работу[39]

Татарстанские

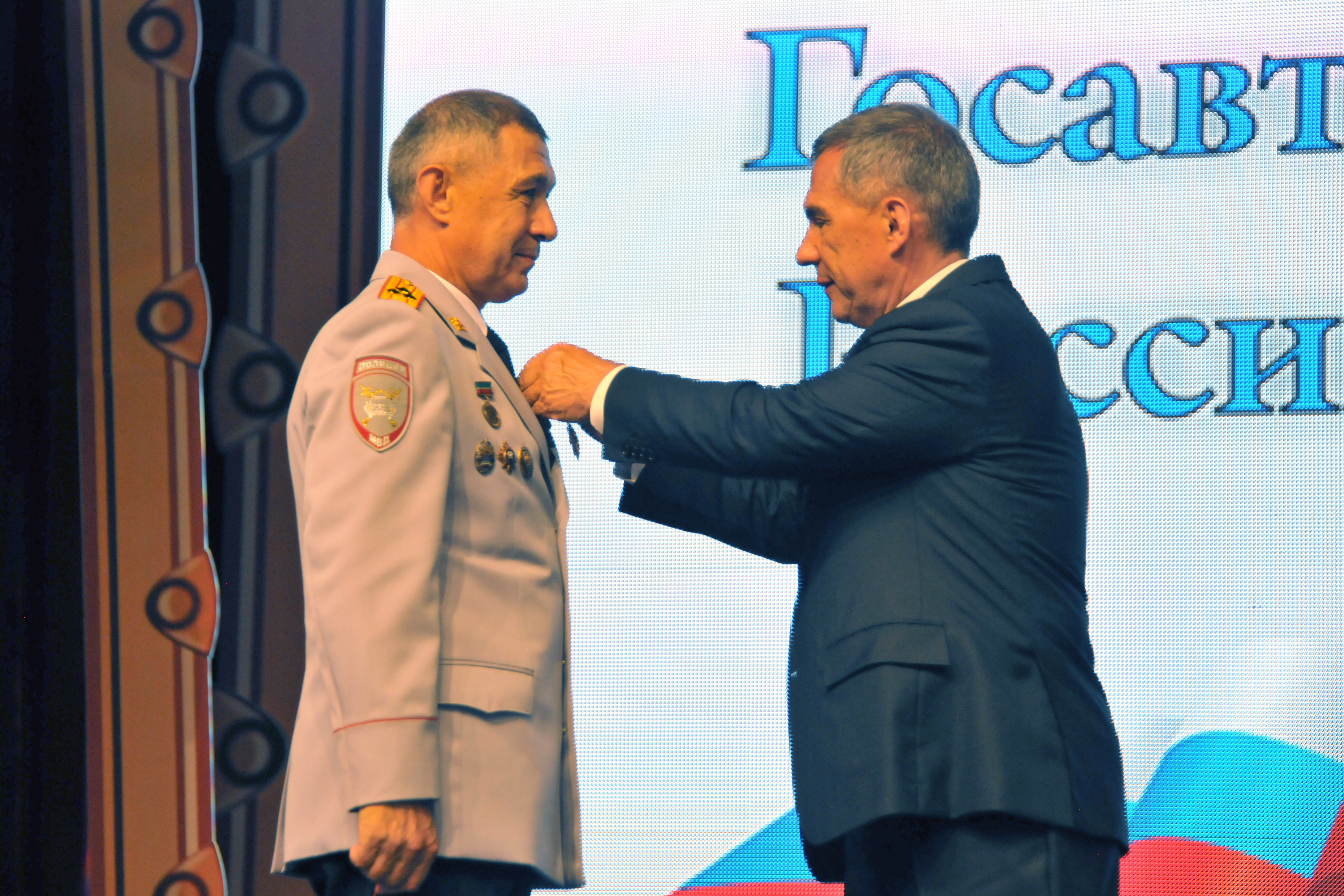
Рустам Минниханов вручил Рифкату Минниханову орден «Дуслык», 2016 год

- Орден «За заслуги перед Республикой Татарстан» (2013 год)[10].
- Орден «Дуслык» (2016 год) — за значительный вклад в обеспечение безопасности дорожного движения в Республике Татарстан и многолетнюю плодотворную работу[40].
- Медаль ордена «За заслуги перед Республикой Татарстан» (2020 год) — за многолетнюю безупречную службу и особый вклад в обеспечение правопорядка и безопасности дорожного движения в Республике Татарстан[41].
- Медаль «За доблестный труд» (2010 год)[10].
- Почётное звание «Заслуженный сотрудник органов внутренних дел Республики Татарстан[тат.]» (2003 год)[2], «Заслуженный работник физической культуры Республики Татарстан[тат.]» (2012 год)[25].
- Благодарность президента Республики Татарстан (2015 год) — за многолетнюю безупречную службу в органах внутренних дел, большой вклад в укрепление законности и правопорядка в республике[42].
- Благодарность президента Республики Татарстан (2012 год) — за многолетний добросовестный труд и достойный вклад в обеспечение безопасности дорожного движения в Республике Татарстан[43].
- Знак «Почётный сотрудник МВД по РТ»[2][38].

Иностранные
- Медаль Туркменистана «Magtymguly Pyragynyň 300 ýyllygyna» (2024 год, Туркменистан) — учитывая заслуги в расширении дружественных отношений между Туркменистаном и Татарстаном, в изучении, бережном сохранении, популяризации и донесении грядущим поколениям творческого наследия поэта-классика туркменской литературы Махтумкули Фраги, большой личный вклад в сближение и обогащение культур, укрепление дружбы, братства и взаимовыгодного сотрудничества между туркменским и татарским народами, а также по случаю 300-летия со дня рождения туркменского поэта и мыслителя Махтумкули Фраги[44].
- Орден «Друг Азербайджана» (2024 год, журнал «Мой Азербайджан») — за исключительные заслуги в развитии и укреплении отношений между Азербайджаном и Татарстаном[45].

Общественные
- Победитель республиканского общественного конкурса «Руководитель года» в номинации «Лучший руководитель подразделения внутренних дел» (2004 год)[46].
- Почётное звание «Почётный профессор КГАСУ» (2005 год)[47].

## Личная жизнь
Увлекается лыжным спортом, имеет звание кандидата в мастера спорта по военному троеборью. Жена — Раиса Исмагиловна. Два сына: Рамиль (род. 1979), Расуль (род. 1983). Будучи племянниками президента Татарстана, оба активно занимаются бизнесом, имеют доли в татарстанских компаниях различных сфер деятельности, от строительства и производства лекарственных препаратов до управления недвижимостью и сбора отходов.
В 2014 году Рамиль Минниханов, находясь за рулём внедорожника «Range Rover» и проезжая по Альметьевску, пересёк встречную полосу и сбил стоящего на автобусной остановке шестнадцатилетнего подростка Александра Трофимова, студента второго курса Альметьевского политехнического техникума, который скончался на месте по приезде скорой помощи. Как заявили в ГИБДД, перед автомобилем Минниханова на проезжей части появился мужчина и «во избежание наезда на пешехода принял левую сторону дороги и совершил наезд на другого пешехода», однако такие заявления были опровергнуты свидетелями, отметившими, что автомобиль сына главы ГИБДД двигался по городу на огромной скорости, ограниченной на данном участке дороги 40 километрами в час. По факту происшествия не было возбуждено уголовного дела, тогда как в ГИБДД отметили, что «информацию о данном ДТП мы не собирались замалчивать», и «по предварительным данным, в ДТП виноват водитель», а «погибший пешеход невиновен», тогда как сам Рифкат Минниханов заявил, что «всё будет по закону, а закон для всех один». В итоге, по заявлению МВД по РТ и татарстанской прокуратуры как результат многомесячной доследственной проверки, «после ряда экспертиз специалисты пришли к выводу, что водитель не мог избежать наезда в сложившейся обстановке», а «причиной изменения траектории движения стали обстоятельства крайней необходимости», которые «исключают преступность деяния», ввиду чего в возбуждении уголовного дела было отказано, а Рамиль Минниханов был фактически оправдан и избежал ответственности.

## Избранная библиография
- Минниханов Р. Н. Использование технологий открытых систем при создании и эксплуатации распределенных информационных систем специального назначения: на примере РИС ГИБДД МВД РТ: диссертация доктора технических наук. — Москва: Московский государственный институт электроники и математики, 2000. — 466 с.
- Минниханов Р. Н. Безопасность дорожного движения — забота общая. — Казань: Издательство Сергея Бузукина, 2011. — 207 с. — ISBN 9785905514012.
- Минниханов Р. Н. и др. Обучение школьников правилам безопасного поведения на дороге (5—9 классы): учебное пособие по направлению 050100 «Педагогическое образование». — Казань: ГБУ «НЦБЖД», 2013. — 231 с. — ISBN 9785852476784.
- Минниханов Р. Н. и др. Повышение качества подготовки водителей в Республике Татарстан: учебно-методическое пособие. — Казань: ГБУ «НЦБЖД», 2013. — 223 с. — ISBN 9785852477422.
- Минниханов Р. Н. Обучение школьников правилам безопасного поведения на дороге (5—9 классы): учебное пособие по направлению 050100 «Педагогическое образование». — Казань: ГБУ «НЦБЖД», 2015. — 231 с. — ISBN 9785852476784.
- Минниханов Р. Н. и др. Развитие систем автоматической фиксации нарушений правил дорожного движения в Республике Татарстан. — Казань: Фолиант, 2015. — 186 с. — ISBN 9785905576584.
- Минниханов Р. Н. На новых рубежах. 1936—2016. — Казань: Издательство Сергея Бузукина, 2016. — 271 с. — ISBN 9785905514272.
- Минниханов Р. Н. и др. Основы законодательства в сфере дорожного движения: пособие для преподавателей и слушателей автошкол. — Казань: Фолиант, 2017. — 354 с. — ISBN 9785950063121.
- Минниханов Р. Н. и др. Формирование элементарных математических представлений у детей дошкольного возраста: (образовательная область «Познавательное развитие»): методические рекомендации для педагогов дошкольных образовательных организаций. — Казань: Фолиант, 2020. — 143 с. — ISBN 9785604405222.